# SK
SK Group (Эс-кей, SK그룹) — южнокорейский чеболь (т.е. многопрофильный холдинг/конгломерат, находящийся в собственности семейного клана). Холдинговой компанией группы является SK Inc., в списке крупнейших компаний мира Forbes Global 2000 за 2022 год она заняла 398-е место (103-е по размеру выручки, 662-е по чистой прибыли, 294-е по активам и 1370-е по рыночной капитализации).
Это второй после Samsung крупнейший чеболь Южной Кореи. В 2014 году SK Holdings находился на 64-м месте в списке Fortune Global 500 (рейтинге 500 крупнейших мировых компаний, публикуемом журналом  Fortune).

## История
Современная группа развилась из небольшой текстильной компании Sunkyong Textiles, основанной в 1953 году. Вскоре после начала работы компания освоила производство тканей из синтетических волокон, к началу 1960-х годов на её фабрике было 300 ткацких станков. В 1962 году компания начала экспортировать продукцию в Гонконг. В 1969 году была создана дочерняя компания SK Chemicals для собственного производства полиэфирного волокна (полиэстера); так был сделан первый шаг к вертикальной интеграции. В 1973 году основатель компании умер, его место во главе Sunkyong занял младший брат, получивший образование в США. Под его руководством темп роста компании значительно ускорился. В том же 1973 году была основана нефтяная компания Sunkyong Petroleum, в 1976 году — SKC Company, ставшая одним из мировых лидеров в производстве видеокассет. Также в 1970-х годах была основана строительная компания Sunkyong Construction построившая ряд крупных промышленных предприятий в Корее и других странах (Мексика, Бразилия, Кувейт, Колумбия, США). Кроме этого, были открыты представительства в крупных городах Азии, Европы, Америки и Австралии.
В 1980 году была куплена 50-процентная доля в крупнейшей нефтеперерабатывающей компании страны Korea Petroleum Corporation, вскоре над ней был установлен полный контроль и она была в 1982 году переименована в Yunkong Co. В 1988 году была начата собственная нефтедобыча в Йемене. К 1985 году объём экспорта продукции Sunkyoung превысил 1 млрд долларов. Торговые операции были объединены в дочернюю компанию SK Global Company, в частности она создала сеть из 3700 автозаправок. В 1989 году в США было открыто первое зарубежное предприятие компании. На начало 1990-х годов оборот Sunkyoung Group (кор. 선경그룹) составлял 14 млрд долларов, из них более половины приходилось на нефтепереработку и нефтехимию. В 1991 году была основана телекоммуникационная компания Daehan Telecom, в 1997 году она была объединена с купленной Korea Mobile Telecom и переименована в SK Telecom (крупнейший мобильный оператор Кореи). В 1998 году Sunkyoung Group была переименована в SK Group, также были переименованы большинство дочерних структур. В этом же году группу возглавил Чхве Тхэ Вон, но уже в начале 2000-х годов он и ещё несколько членов высшего руководства оказались на скамье подсудимых по обвинению в финансовых махинациях, в частности завышении прибыли SK Global.
Представительство в Пекине было открыто в 1991 году, с начала 2000 годов Китай стал приоритетным регионом развития для SK Group, здесь открывались фабрики, создавались совместные предприятия и научно-исследовательские центры; в 2004 году был создан SK China Holding.

## Дочерние компании
Основные дочерние компании на 2021 год:
- SK C&C
- SK Hynix (20,1 %, полупроводники, оборот 43 трлн вон)
- SK Innovation Co., Ltd. (63,25 %, нефтепереработка и аккумуляторы, оборот 46,8 трлн вон)
- SK Energy Co., Ltd.
- SK Geo Centric Co., Ltd.
- SK Incheon Petrochem Co., Ltd.
- SK Trading International Co., Ltd.
- SK Lubricants Co., Ltd.
- SK ie technology Co., Ltd.
- SK On Co., Ltd.
- SK Global Chemical International Trading (Shanghai) Co., Ltd.
- SK Hi-Tech Battery Materials (Jiang Su) Co., Ltd.
- SK Energy International Pte. Ltd.
- SK Energy America, Inc.
- SK Energy Europe, Ltd.
- SK Communications
- SK Telecom Co., Ltd. (69,82 %, телекоммуникации, оборот 19,1 трлн вон)
- SK Broadband Co., Ltd.
- PS&Marketing Corp.
- SK Square Co., Ltd. (69,8 %, полупроводники, оборот 1,1 трлн вон)
- SK Shieldus Co., Ltd.
- 11street. Co., Ltd.
- SK Planet Co., Ltd.
- SK Networks Co., Ltd. (55,57 %, информационные технологии, оборот 11 трлн вон)
- SK Magic Co., Ltd.
- SK Rent-a-Car Co., Ltd.
- SKC Co., Ltd. (57,1 %, химическая промышленность, оборот 3,4 трлн вон)
- SK PIC Global Co., Ltd.
- SK E&S Co., Ltd. (10 %, газ и энергетика, оборот 7,9 трлн вон)
- Yeongnam Energy Service Co., Ltd.
- Ko-one Energy Service Co., Ltd.
- Pusan City Gas Co., Ltd.
- Chungcheong Energy Service Co., Ltd.
- Paju Energy Service Co., Ltd.
- Narae Energy Service Co., Ltd.
- SK Ecoplant Co., Ltd. (54,99 %, строительство, оборот 6,2 трлн вон)
- SK Siltron Co., Ltd.
- SK Biopharmaceuticals Co., Ltd.